# Dolina Żarska

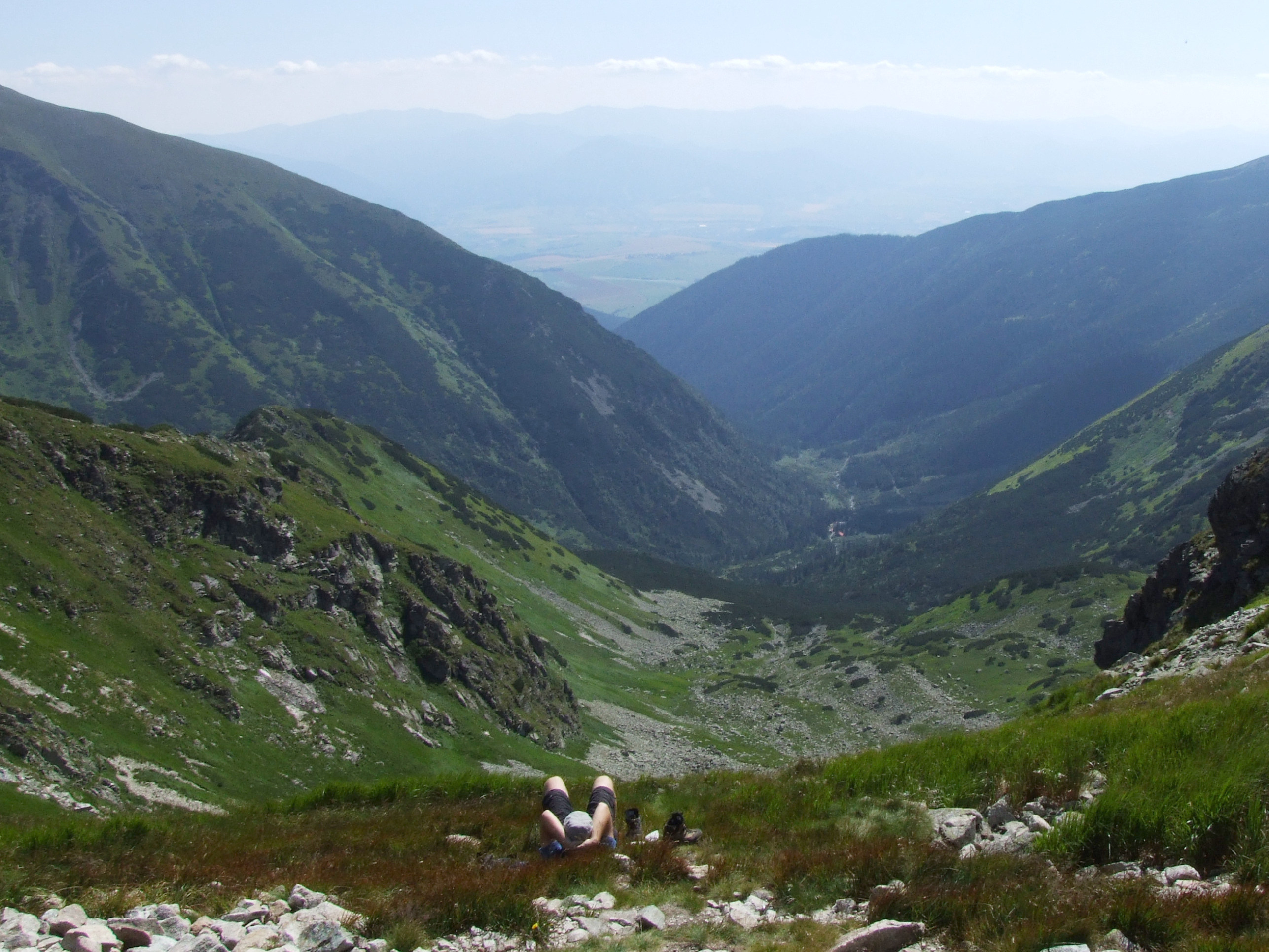
Dolina Żarska – widok ze Smutnej Przełęczy

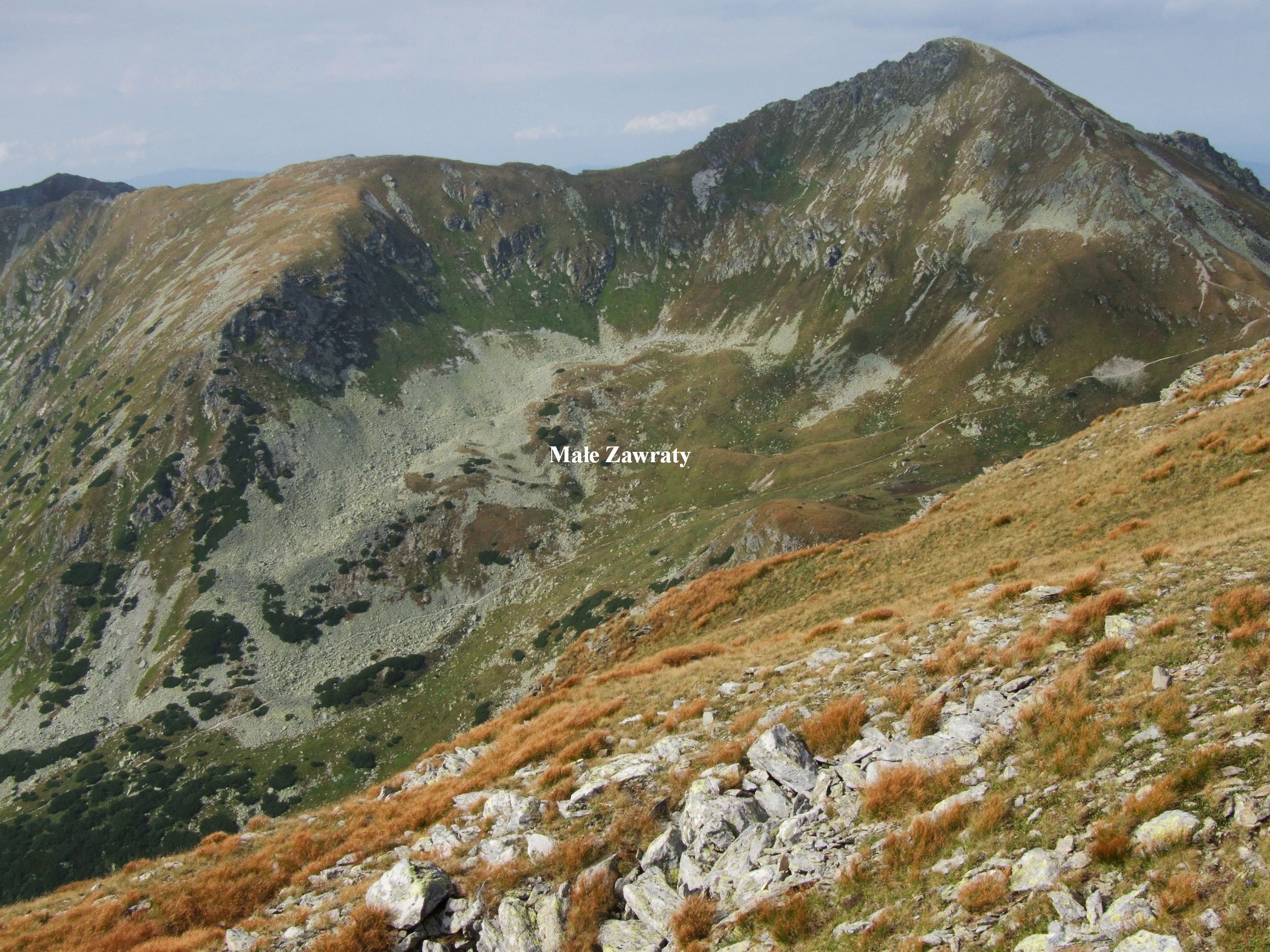
Górna część Doliny Żarskiej

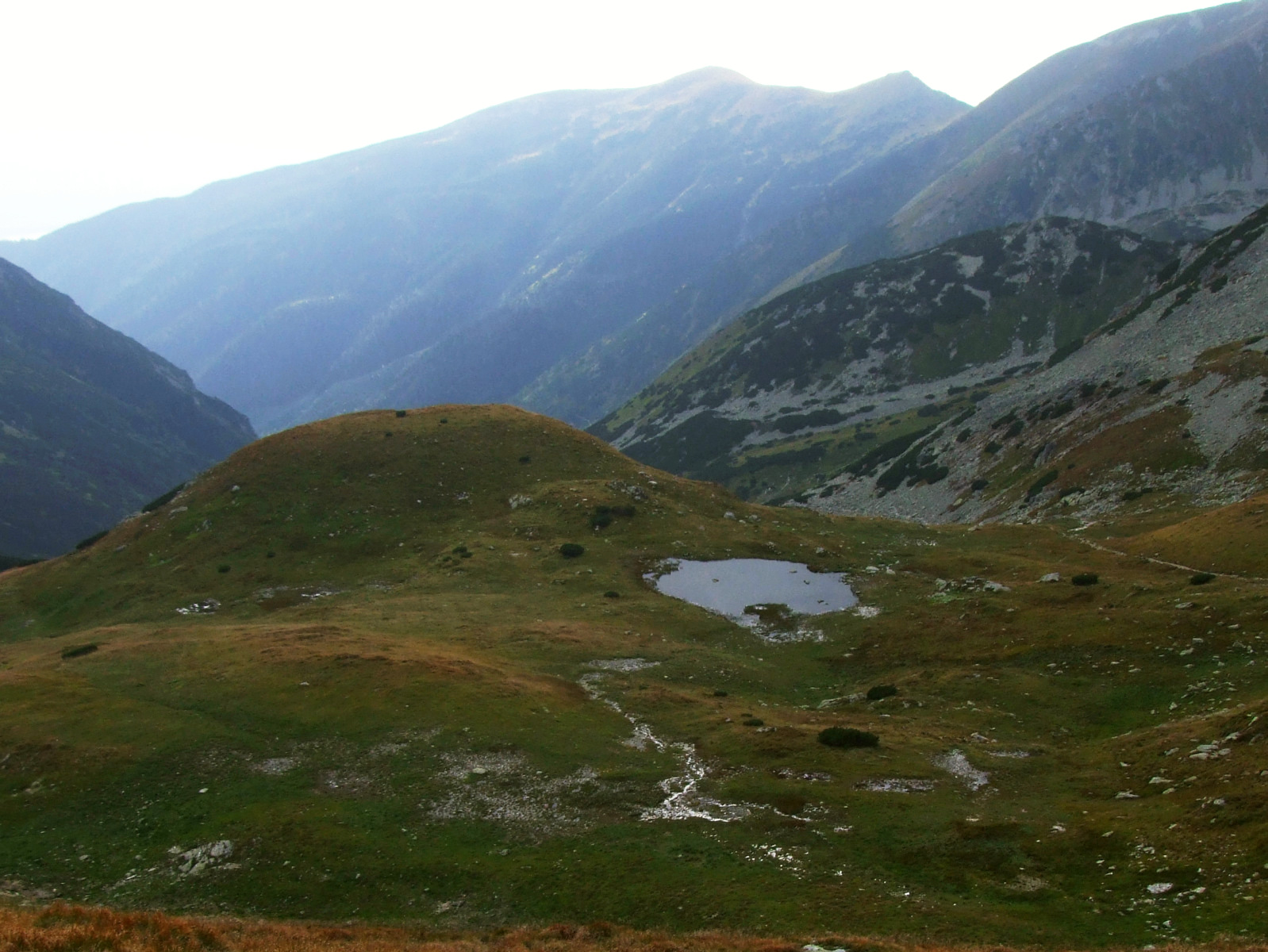
Stawek pod Żarską Przełęczą

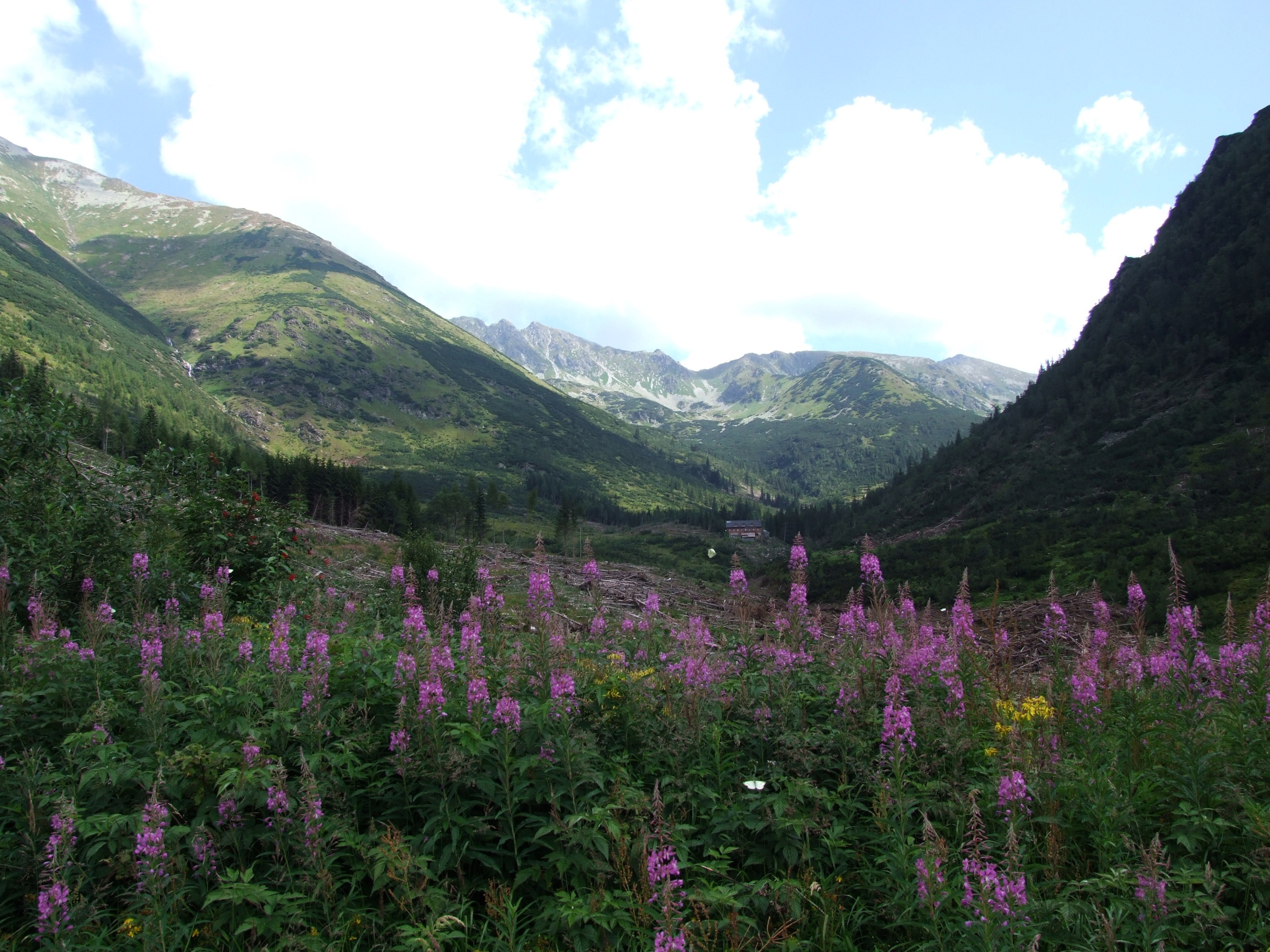
Środkowa część doliny ze Schroniskiem Żarskim

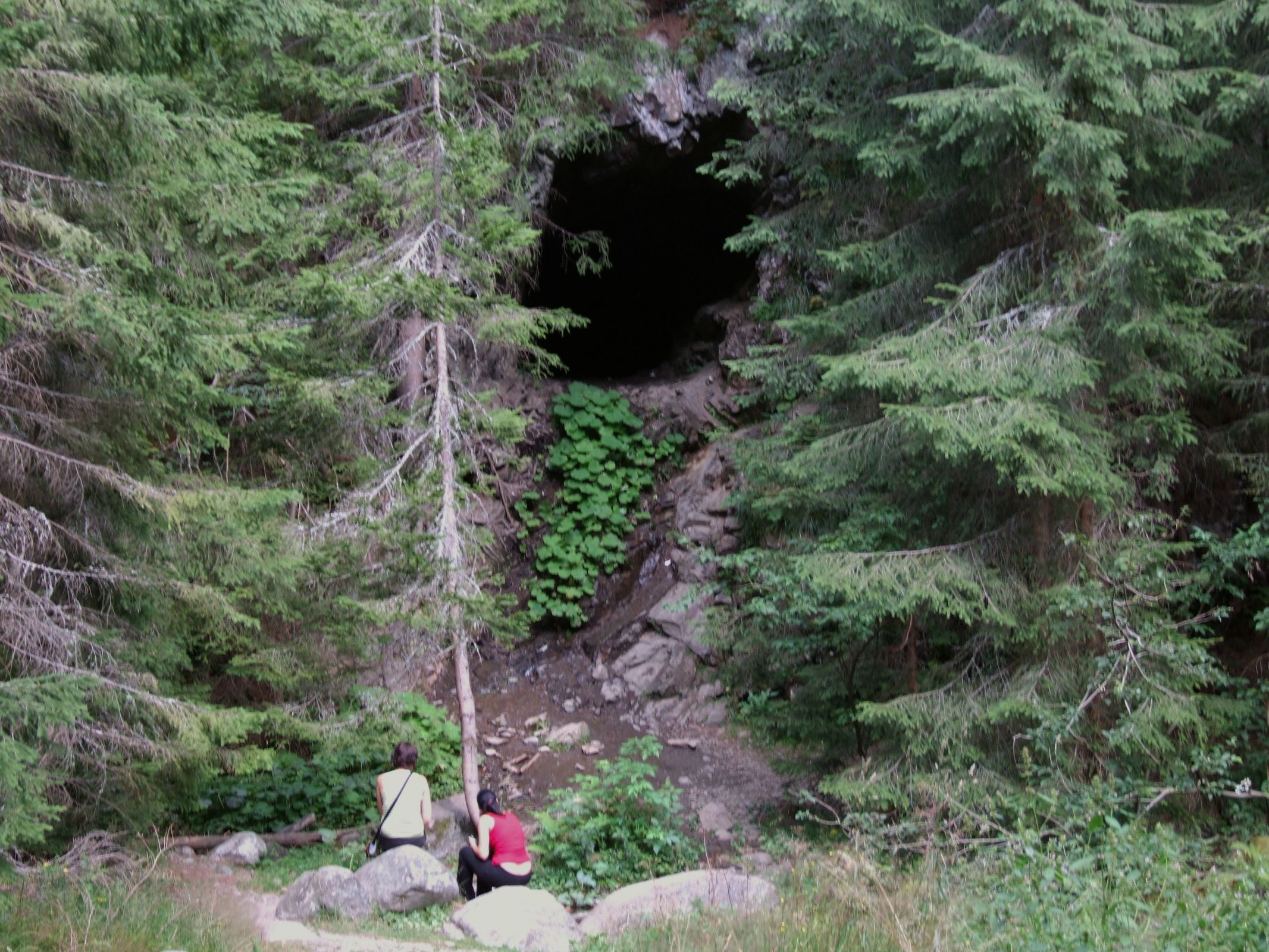
Otwór sztolni w Kopalni Żarskiej

Dolina Żarska (słow. Žiarska dolina) – dolina walna w słowackich Tatrach Zachodnich. Ma 17,5 km² powierzchni i 7 km długości i jest jedną z najmniejszych walnych dolin tatrzańskich. W polskim nazewnictwie geograficznym funkcjonował do niedawna także egzonim wariantowy Smreczańska Dolina (słow. Smrečianska dolina).

## Topografia
Dolina sięga po szczyty grani głównej od Banówki poprzez Hrubą Kopę, Trzy Kopy po Rohacz Płaczliwy. Jej orograficznie prawe obramowanie stanowi grań Rosochy, lewe grań Barańców i Gołego Wierchu. Wylot doliny znajduje się w słowackich miejscowościach Żar i Smreczany i od nazwy tych miejscowości pochodzą nazwy doliny. Wznosi się na wysokości od 900 m n.p.m. (wylot doliny) po 2184 m (szczyt Barańca). Dnem doliny spływa potok Smreczanka (dopływ Wagu). Górne piętro doliny stanowią lodowcowe kotły Wielkie Zawraty i Małe Zawraty, rozdzielone przez Pośredni Groń. Bocznymi odgałęzieniami doliny są: Dolina Bystrego Potoku i dolina Łuczywnik.

## Geologia i roślinność
Dolina Żarska zbudowana jest głównie z łupków krystalicznych i gnejsów, a tylko w najwyższych partiach szczytowych z granitoidów. Była w przeszłości zlodowacona, o czym świadczy jej U-kształtny przekrój, kotły lodowcowe (m.in. Banikowski Kocioł), strome podcięcia skalne w stokach i moreny. W zagłębieniach polodowcowych dwa niewielkie stawki: Żarski Stawek w górnej części doliny i nienazwany Stawek w Dolinie Żarskiej w środkowej części doliny. W przeszłości była wypasana, aż do 1930 r. wypasano tutaj również kozy. W wyniku intensywnego wypasu oraz wyrąbywania lasów i kosodrzewiny ok. 1930 r. niemal cała dolina była bezleśna. Jak pisała Zofia Hołub-Pacewiczowa w 1931 r., „lasu (...) nie ma zupełnie, a tylko kosówka ustawicznie wycinana stanowi podporę osadnictwa pasterskiego pod względem opałowym i budulcowym”. Po włączeniu obszaru doliny do TANAP-u i zaprzestania wypasu dolina porasta stopniowo lasem i kosodrzewiną i wkrótce zapewne odtworzą się tu typowe dla Tatr piętra roślinności. Obecnie lasy, porastające znaczną już część doliny, często niszczone są przez potężne lawiny schodzące ze stromych i trawiastych na znacznej wysokości zboczy.

## Historia
W dolinie prowadzono też prace górnicze. Ich pozostałością jest dobrze zachowana kopalnia rud powyżej wylotu doliny, Niedźwiedzia Sztolnia, jedyna w całych Tatrach zachowana w całości. Jej korytarze wykuto w łupkach chlorytowo-amfibolowych, prawdopodobnie wydobywano w niej złotonośny piryt. Nie wiadomo, kiedy trwały prace wydobywcze, w kopalni jest wyryta data 1832. Od kwietnia 2012 r. sztolnia udostępniona jest do zwiedzania. Dolina była też od dawna zwiedzana turystycznie. W 1813 r. szedł nią na Rohacze Göran Wahlenberg, a zimą 1889 r. Alois Gebaur. Oparciem dla współczesnej turystyki jest znajdujące się w środkowej części doliny, na wysokości 1280 m n.p.m. Schronisko Żarskie oraz ośrodki turystyczno-wypoczynkowe u wylotu Doliny Żarskiej. Dzięki Magistrali Tatrzańskiej możliwe jest także korzystanie z autokempingu „Raczkowa” (pole namiotowe) i innych ośrodków turystycznych u wylotu sąsiedniej Doliny Wąskiej. Dla upamiętnienia ofiar Tatr Zachodnich przy Schronisku Żarskim wykonano Symboliczny Cmentarz Ofiar Tatr Zachodnich (w 2009 r. ich lista (niepełna) liczyła 114 nazwisk).

## Turystyka
Dolina Żarska jest jednym z głównych tatrzańskich centrów pozatrasowego narciarstwa wysokogórskiego i skialpinizmu, odbywają się tutaj również zawody w tej dziedzinie sportu. Dojechać można do wylotu Tatrzańską Drogą Młodości (nr 537), skręcając w Liptowskim Mikułaszu z dzielnicy Okoličné w północnym kierunku na Żar. U wylotu doliny parking, wjazd do doliny zamknięty dla pojazdów samochodowych. Dolinę zwiedzać można również na rowerze.

## Szlaki turystyczne
– niebieski szlak od wylotu Doliny Żarskiej wzdłuż Smreczanki do Schroniska Żarskiego, stąd dalej przez Rozdroże pod Bulą na Smutną Przełęcz i dalej do Doliny Rohackiej.
- Czas przejścia od wylotu doliny do schroniska: 1:30 h, z powrotem tyle samo
- Czas przejścia od schroniska na Smutną Przełęcz: 2 h, ↓ 1:10 h

  – zielony szlak z Banówki przez Jałowiecką Przełęcz do Schroniska Żarskiego, dalej wspólnie ze szlakiem niebieskim do Rozdroża pod Bulą, a stąd na Żarską Przełęcz i dalej do rozdroża Zahradki w Dolinie Jamnickiej i na Otargańce.
- Czas przejścia z Banówki do schroniska: 2 h, ↑ 3 h
- Czas przejścia ze schroniska na Żarską Przełęcz: 1:45 h, ↓ 1:10 h